# Mio padre, il signor preside
Mio padre, il signor preside  (The Stu Erwin Show; anche Trouble with Father e Life With the Erwins) è una serie televisiva statunitense in 130 episodi trasmessi per la prima volta nel corso di 4 stagioni dal 1950 al 1955.
È una sitcom familiare incentrata sulle vicende della famiglia Erwin. Fu una delle prime sitcom classiche nella storia della televisione e rappresentò per prima il prototipo della famiglia statunitense perfetta che fece poi da base per le innumerevoli sitcom che seguirono. Come già in Mama (1949-57) e The Ruggles (1949-52), i "figli" hanno età molto diversa: la presenza di un'attrice bambina ("Jackie", interpretata da Sheila James) accanto ad una sorella già giovane adulta ("Joyce", interpretata da Ann E. Todd) giova alla sitcom, permettendo di poter variare su registi e situazioni diverse.
Nella stagione 1953-1954 andarono in onda repliche delle prime tre stagioni per 65 settimane. Una quarta stagione con nuovi episodi andò in onda solo nel 1954-1955.

## Trama
La famiglia Erwin è guidata dal capofamiglia Stu Erwin, preside un po' imbranato alla Alexander Hamilton High School, marito di June e padre di due ragazze, Joyce e Jackie. Stu deve dividersi tra la scuola e la famiglia, badando sia agli alunni che frequentano l'istituto, sia alle due figlie e all'adorabile e paziente moglie June. Una delle due figlie, Joyce, che frequenta l'istituto dove lavora il padre, è fidanzata con Jimmy Clark. I due si sposano nella quarta ed ultima stagione.

## Personaggi e interpreti

### Cast principale
- Stu Erwin, il marito, interpretato da Stuart Erwin (130 episodi, 1950-1955).
- June Erwin, la moglie, interpretata da June Collyer (130 episodi, 1950-1955). - L'attrice June Collyer era moglie anche nella realtà dell'attore Stu Erwin.
- Joyce Erwin, la figlia maggiore, interpretata da Ann E. Todd (104 episodi, 1950-1953) e quindi da Merry Anders (26 episodi, 1954-1955).
- Jackie Erwin, la figlia minore, interpretata da Sheila James (65 episodi, 1950-1955).
- Willie, il domestico, interpretato da Willie Best (56 episodi, 1950-1955).

### Cast ricorrente
- Harry Johnson, interpretato da Harry Hayden (15 episodi, 1951-1955).
- George Selkirk, interpretato da Frank Jaquet (12 episodi, 1951-1953) / Paul Maxey (2 episodi, 1951, 1955)
- Adele Johnson, interpretata da Effie Laird (11 episodi, 1951-1955) / Lela Bliss (8 episodi, 1951-1955)
- Drexel Potter, interpretato da Martin Milner (12 episodi, 1950-1951).
- Mrs. Selkirk, interpretata da Margaret Dumont (3 episodi, 1951-1952).
- Artie Singer, interpretato da Emory Parnell (3 episodi, 1951).

## Produzione
La serie fu prodotta da Hal Roach Studios e Roland Reed Productions e girata negli Hal Roach Studios a Culver City in California. La serie fu sponsorizzata da General Mills (1950-1954) e Liggett & Myers (1954-55).

### Registi
Tra i registi sono accreditati:
- Howard Bretherton (37 episodi, 1950-1955)
- Frank R. Strayer (3 episodi, 1950-1952)
- James Tinling (3 episodi, 1951)
- Charles Barton (2 episodi, 1955)

### Sceneggiatori
Tra gli sceneggiatori sono accreditati:
- Charles Shows (48 episodi, 1951-1953)
- Al Martin (7 episodi, 1951-1953)
- Lee Loeb (7 episodi, 1951-1953)
- Arnold Belgard (4 episodi, 1950-1951)
- Erna Lazarus (4 episodi, 1951-1953)
- Herb Margolis (4 episodi, 1954-1955)
- William Raynor (4 episodi, 1954-1955)
- Warren Wilson (3 episodi, 1950-1955)
- Charles Belden (3 episodi, 1951-1953)
- Arthur Hoerl (2 episodi, 1950-1951)
- Fred Shevin (1 episodio, 1950)
- Oliver Crawford (1 episodio, 1951)
- M. Randall (1 episodio, 1951)
- R. Stewart (1 episodio, 1951)
- Homer McCoy (1 episodio, 1954)
- Edward E. Seabrook (1 episodio, 1954)
- Lester Pine

## Distribuzione
La serie fu trasmessa negli Stati Uniti dal 21 ottobre 1950  al 13 aprile 1955  sulla rete televisiva ABC. In Italia è stata trasmessa con il titolo Mio padre, il signor preside.

## Episodi
| Stagione         | Episodi | Prima TV USA |
| ---------------- | ------- | ------------ |
| Prima stagione   | 52      | 1950-1951    |
| Seconda stagione | 26      | 1951-1952    |
| Terza stagione   | 26      | 1952-1953    |
| Quarta stagione  | 26      | 1954-1955    |